# Bertrand de Salignac de La Mothe-Fénelon
Pour les articles homonymes, voir Fénelon (homonymie) et Salignac.
Bertrand de Salignac de La Mothe-Fénelon, vicomte de Saint-Julien-de-Lampon, baron de Loubert, seigneur de la Mothe-Fénelon, conseiller d'état, capitaine de 50 hommes d'armes des ordonnances, est un diplomate français, né en 1523, et mort à Bordeaux le 13 août 1599.

## Biographie
Bertrand de Salignac est le septième enfant d'Hélie de Salignac de La Mothe-Fénelon (mort le 16 avril 1540), seigneur des châteaux et châtellenies de La Mothe-Fénelon, de La Mothe-Massaut, de Mareuil, de Gaulejac, de Sainte-Modane, de Cantenac, etc., marié par contrat passé le 4 juin 1510 avec Catherine de Ségur, dame de Cantenac.
Il se forme à la diplomatie auprès de Jean Ier de Gontaut (1502-1557), baron de Biron, père du premier maréchal de Biron et le suit pendant son ambassade au Portugal, en 1548.
En 1552, il fait partie des gentilshommes français qui soutiennent au siège de Metz, en 1552, contre l'armée levée par l'empereur Charles-Quint. Il en publie le récit en 1553. En 1554, il suit l'armée du roi Henri II et participe à la bataille de Renty, le 13 août 1554. Il en fait la narration dans un deuxième ouvrage. Il est nommé gouverneur de la place du Catelet, mais la défaite de l'armée française à la bataille de Saint-Quentin, le 10 août 1557, l'a forcé à rendre cette place aux Espagnols.
Henri II ayant apprécié la qualité de ces deux publications pour leur modération l'a choisi après la signature des traités du Cateau-Cambrésis, en 1559, pour sa première ambassade en Angleterre auprès de la reine Élisabeth Ire qui venait d'accéder au trône et a su gagner son estime.
À son retour en France, il reste éloigné des querelles de parti. Quand, en 1562, Jean III Hébrard de Saint-Sulpice, un de ses parents, est envoyé en ambassade à Madrid, il le suit.
Après l'avènement de Charles IX, pendant la régence de Catherine de Médicis, le conflit entre catholiques et protestants s'est rallumé avec plus d'animosité. Il se trouve à la bataille de Dreux, le 19 décembre 1562, au cours de laquelle le prince de Condé est fait prisonnier. Charles IX le nomme gentilhomme ordinaire de sa chambre en 1566 et introducteur des ambassadeurs en 1567. Il participe à la bataille de Saint-Denis, le 10 novembre 1567, au cours de laquelle est tué le connétable de Montmorency. En 1568, il est fait chevalier de l'ordre de Saint-Michel. À la même époque, il est envoyé par la cour auprès de la reine de Navarre pour lui donner satisfaction sur des décisions prises par le parlement de Bordeaux contre ses sujets, et, en même temps, transmettre à Blaise de Monluc les instructions du roi pour hâter le siège de La Rochelle.
En 1568, Charles IX le nomme ambassadeur extraordinaire auprès de la reine Élisabeth Ire. En 1572, le roi envoie François de Montmorency et Paul de Foix pour recevoir, le 15 juin à Westminster, le serment de la reine ratifiant le traité de Blois avec la France un traité de défense contre l'Espagne et un traité instituant un libre commerce entre l'Angleterre et la France,. Après leur départ, il est resté seul chargé des affaires ordinaires. Le massacre de la Saint-Barthélemy, le 24 août 1572, a entrainé une grande animosité des protestants anglais contre Charles IX. Ce dernier, inquiet des conséquences politiques et du soutien que pouvait apporter la reine aux calvinistes, a demandé à Bertrand de Salignac d'excuser ce  massacre auprès de la reine. Celui-ci lui a répondu : « Chargez de la justification de cette action ceux qui vous ont donné le conseil de la commettre ». Charles IX fit rédiger un mémoire niant toute préméditation de ce massacre, mais expliquant qu'il lui avait été nécessaire de se défendre contre une conspiration. Quand il a amené à la reine cette justification, il est reçu par elle et la cour habillés en grand deuil. La reine a écouté la justification du roi et lui a répondu que ce massacre couvrirait son règne d'une grand honte. Il a essayé d'obtenir la liberté de Marie Stuart, sans succès. Il est revenu en France, en 1575, après la mort de Charles IX.
Après son retour en France, le roi Henri III le nomme conseiller d'état. Le roi le charge de ramener dans le camp royal le duc d'Alençon, frère du roi, qui s'était déclaré le chef du parti des malcontents et des « politiques ». En 1577, il est envoyé auprès du roi de Navarre pour faire observer l'édit de pacification. Le 19 décembre 1579, le roi le reçoit chevalier de l'ordre du Saint-Esprit. En 1581, il est désigné comme ambassadeur pour négocier le mariage du duc d'Alençon avec la reine Élisabeth Ire. La mort du duc d'Alençon arrêta ce projet. En 1583, il est désigné ambassadeur extraordinaire du roi en Angleterre et en Écosse pour raffermir la paix entre les deux royaumes.
En 1584, il est envoyé en Guyenne pour surveiller les actions du roi de Navarre et négocier avec lui. La guerre reprend en 1585 après la mort du duc d'Anjou faisant du roi de Navarre l'héritier du trône de France. Après la défaite des troupes royales commandées par le duc de Joyeuse à la bataille de Coutras face aux protestants, le 22 octobre 1587, il réussit, avec son neveu Jean III de Salignac qui défend Sarlat mais tué en 1588 en essayant de reprendre Domme, à arrêter l'avance des protestants en Périgord.
Après la mort du roi Henri III, le 2 août 1589, Bertrand de Salignac est un des premiers à reconnaître l'autorité d'Henri IV. Le 28 mai 1594, le roi l'informe de la soumission de la ville de Paris.
Après la signature du traité de Vervins, le 2 mai 1598, Henri IV le choisit pour être son ambassadeur en Espagne. Il tombe gravement malade pendant le voyage et s'arrête à Bordeaux où il meurt le 13 août 1599.
Dans son testament signé au château de Fénelon, le 29 septembre 1594, il désigne comme son successeur François Ier de Salignac, fils de Jean III de Salignac, et père de François de Salignac de La Mothe-Fénelon, évêque de Sarlat, et de Pons de Salignac, comte de La Mothe-Fénelon, vicomte de Saint-Julien de Lampon, père de Fénelon.

## Publications
On a de lui :
- quelques écrits (Siège de Metz en 1552 (lire en ligne), Voyage du Roy aux Pays-Bas de l'Empereur en l'an M.D.LIIII (lire en ligne), etc.) ;
- une Correspondance diplomatique fort instructive, publiée par Alexandre Teulet de 1838 à 1841, 7 volumes in-8[5]. Sur Gallica, 1838, tome 1, Années 1568 et 1569, 1838, tome 2, Année 1569, 1840, tome 3, Années 1570 et 1571, 1840, tome 4, Années 1571 et 1572, tome 5, Années 1572 et 1573, 1840, tome 6, Années 1574 et 1575, 1840, tome 7, Supplément années 1568-1575